# Franc Gombač
Franc Gombač, slovenski prosvetni/kulturni in športni delavec in politik, * 10. september 1900, Trst, † 26. maj 1974, Ljubljana.

## Življenje in delo
Ljudsko šolo in nemško gimnazijo je obiskoval v rojstnem kraju. Po končani gimnaziji se je zaposlil v tržaških javnih skladiščih. Tu je bil najprej delavec pri tehtanju, nato pa uradnik in sindikalni zaupnik vse do upokojitve leta 1960. Po 1. svetovni vojni je bil tajnik tržaškega dijaškega krožka Prosveta, predhodnika mladinskega gibanja, nato pa predsednik društva Prosveta pri Sv. Jakobu v Trstu, ter aktiven v njegovem amaterskem gledališču in športnem odseku. Tu je ustanovil prvo žensko ekipo hazéne (hazéna; ženska igra z žogo na odprtem igrišču, sedaj rokomet), deloval pa je tudi v športnem društvu Adria. Po 2. svetovni vojni je bil predsednik prosvetnega društva »Škorklja - Vojka Šmuc«, ki pa je leta 1948 prenehal delovati ter vse do upokojitve delavski zaupnik in tajnik federacije pristaniških delavcev. Večkrat je tudi nastopil kot slovenski govornik na delavskih shodih 1. maja. Kot politik se je leta 1948 opredelil za resolucijo informbiroja ter bil 1949 na listi Komunistične partije Italije izvoljen v tržaški občinski svet. Občinski svetnik je bil nepretrgano 23 let. Gombač je bil v javnem in zasebnem življenju strpen človek, velik demokrat in zaveden Slovenec. Med obema vojnama je pisal članke v glasilo šentjakobske Prosvete Naši cilji in Naš glas po 2. svetovni vojni pa v Delo, glasilo slovenskih komunistov v Italiji.